# Chirurgie pediatrică
Chirurgia pediatrică reprezintă specialitatea medicală care are ca obiect de studiu patologia chirurgicală a vârstei copilăriei (0-16 ani sau elevi ce au depășit vârsta de 16 ani, până la terminarea studiilor), cu excepția patologiei ortopedice, neurochirurgicale și cardiovasculare a copilului.